# Grotte de Possiet
Pour les articles homonymes, voir Possiet.
La grotte de Possiet est située dans la baie de Possiet, au bord de la mer du Japon, au sud de Vladivostok, dans l'Extrême-Orient russe. Elle a été occupée occasionnellement par l'homme depuis environ 5000 ans. La couche la plus ancienne appartient au Néolithique : elle témoigne d'un camp saisonnier de la culture de Zaïssanovka. Les autres cultures représentées sont celle de Yankovskaya puis celle du peuple des Mohe (500 à 700 apr. J.-C.), celle du royaume de Balhae (700 à 1000) et celles des Jürchen (1100 à 1300).
Le site de la grotte est à mettre en relation avec celui du port voisin de Kraskino. Il a pu servir de lieu de cérémonie pour les gens qui participaient à un long voyage.

## Historique
Le site de Possiet a été découvert en 1925 par A. Razin. Il a par la suite été étudié en 1977 et en 1988-91.

## Description
La grotte est située dans le raïon de Khassan à l'extrême sud du kraï du Primorié, entre Vladivostok et la frontière avec la Corée du Nord.
C'est une grotte qui a été formée par l'érosion due aux vagues de la mer. Longue de 12 mètres et large de 6 à 8 mètres pour une hauteur de 4,5 mètres, elle présente 4,8 mètres de dépôts archéologiques.

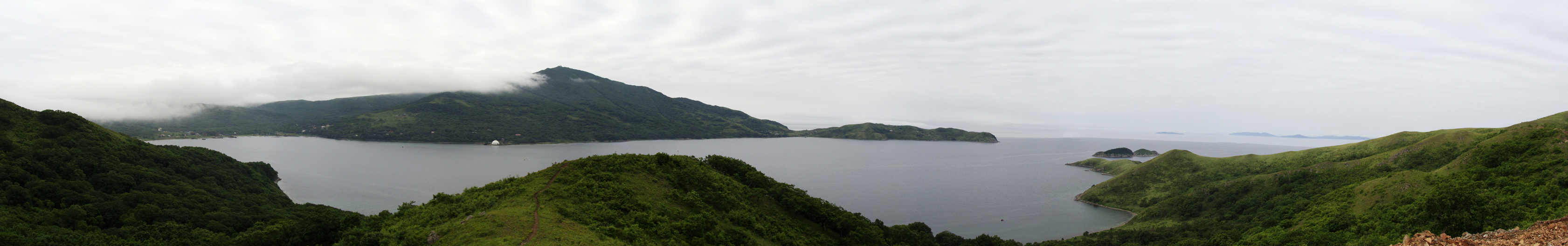
La baie de Possiet

## Occupations

### Culture de Zaïssanovka
La culture de Zaïssanovka (d'environ 3500 à 1600 av. J.-C.) ouvre le Néolithique dans le kraï du Primorié.

### Culture de Yankovski
La culture de Yankovski (900 à 300 av. J.-C.) enjambe le début de l'Âge du fer. La grotte n'est encore qu'un camp saisonnier pour les pêcheurs. Il en reste des petits amas coquilliers, des arêtes de poissons, des tessons et des outils cassés en pierre ou en os. Deux squelettes inhumés ont également été trouvés.

### Période Mohe
Cette couche est essentiellement composée de tessons de poterie, d'os d'animaux et de poissons. La plus grande partie de la poterie est faite à la main, seule 5 % est faite au tour de potier. Par sa décoration et le traitement des surfaces particulièrement brillantes, un des groupes rappelle le matériel trouvé près des fours de Troitsa.
Tout le long de la côte du Primorié, entre l'embouchure du Tumen et celle de la Peya, il existe de nombreux sites avec de la poterie des Mohe. Ce sont essentiellement des petits villages ou des campements saisonniers.

### Période Balhae
On suppose que le chef-lieu du district de Yanzhou dépendant de Lunyuanfu, la capitale de l'est, se trouvait à Kraskino et que l'essentiel des relations avec le Japon et les ports du sud se faisait à partir de la baie de Possiet.
À cette époque, la plus grande partie des objets déposés a un caractère religieux. Il s'y trouve deux bols faits à partir de crâne humain, des colliers en os, une assiette ornée de symboles bouddhistes ainsi que deux fosses remplies de cendres, d'os, de coquillages, de tessons ainsi que des ossements humains portant des traces de coups mélangés à des os de chiens pilés.

### Période Jürchen
C'est l'époque de la dynastie Jin. Quelques maisons existent alors. Elles sont équipées d'un ondol, un système de chauffage par le sol. Une natte en algue, une assiette en argent avec des symboles bouddhistes ainsi que des objets en bronze, en fer, en céramique ou en porcelaine d'origine jürchen ou Koryo ont été trouvés.
Après la chute de cette dynastie, le site n'est plus occupé que de manière saisonnière par des pêcheurs et des chasseurs. Les traces les plus récentes datent du XVIe siècle.

## Restes fossiles
Les restes de nombreux gastéropodes (Acmaea pallida, Batillaria cumingi, Cryptonatica janthostoma, Homalopoma sangarense, Turritella fortilirata, Littorina brevicula, Littorina mandshurica, Littorina squalida, Lunatia pallid, Neptunea polycostata, Neptunea bulbacea, Nucella heyseana, Tegula rustica, Rapana venosa) et bivalves (Anadara broughtoni, Anadara inaequivalvis, Area boucardi, Callista brevisophonata, Callithaca adamsi, Chlamys farreri, Corbicula japonica, l'huitre creuse (Crassostrea gigas), Crenomytilus grayanus, Glycymeris yessoensis, Mizuhopecten yessoensis, Mya arenaria, Panomya arctica, Protothaca euglypta, Ruditapes philippinarum, Saxidomus purpuratus, Spisula sachalinensis, Swiftopecten swifti) ont été extraits et analysés. Ils portent des traces d'ouverture et d'un traitement thermique ce qui montre qu'ils ont été mangés. Jusqu'au temps des Mohe, c'est la moule Crenomytilus grayanus qui est la plus commune. Ensuite, c'est la Spisula sachalinensis.
Les poissons les plus représentés sont :
Le hareng du Pacifique (Clupea pallasii), la morue du Pacifique (Gadus macrocephalus), Gymnocanthus herzensteini, Gymnocanthus pistilliger, Eleginus gracilis, des limandes (Limanda aspera, Limanda punctatissimus), Liopsetta pinnifasciatus, Liopsetta obscurus, Mugil soiuy, Osmerus mordax dentex, Sardinops melanostictus, le maquereau blanc (Scomber japonicus), Sebastes schlegeli, Sebastes taczanowskii, Strongylura anastomella, Myoxocephalus brandti, Myoxocephalus jaok, Takifugu niphobles, Takifugu xanthopterus, le colin d'Alaska (Theragra chalcogramma), le thon rouge (Thunnus thynnus), Tribolodon brandtii et Tribolodon hakonensis.
Parmi eux, la nourriture la plus commune est le hareng et le maquereau. Les périodes de pêche les plus importantes étaient juin-aout et novembre -janvier pendant le frai et la migration. La grande diversité des modes de vie de ces poissons montre que des techniques très variées ont dû être utilisées pour leur capture.